# Нави-Пертегали (Бергамо)
Нави-Пертегали је насеље у Италији у округу Бергамо, региону Ломбардија.
Према процени из 2011. у насељу је живело 32 становника. Насеље се налази на надморској висини од 344 м.